# 堯利區 (堯利省)
堯利區（西班牙語：Distrito de Yauli），是秘魯的一個區，位於該國中部胡寧大區的堯利省，面積424.16平方公里，海拔高度4,100米，2005年人口5,025，該地區人口密度每平方公里12人。